# Циркуляція судна

Циркуляція судна

Циркуляція судна (корабля) (англ. turning cycle) — траєкторія центру ваги судна (корабля) під час перекладання стерна на деякий кут і утриманні його в цьому положенні. Іншими словами, якщо перекласти стерно на певний кут, то судно буде описувати в горизонтальній площині криволінійну траєкторію (циркуляцію).

## Періоди циркуляції
Циркуляцією судна часто також називається сам процес повертання судна, який можна розбити на три періоди (див. рисунок):
Маневровий період циркуляції (AB) визначається початком і кінцем перекладки стерна, тобто за часом збігається з тривалістю перекладки стерна. У цей період судно продовжує рухатися практично прямолінійно.
Еволюційний період циркуляції (BC) починається з моменту закінчення перекладки стерна і закінчується, коли елементи руху набудуть сталого характеру.
Період сталої циркуляції (CE) — починається від закінчення еволюційного періоду і триває до тих пір, поки стерно залишається у перекладеному положенні.
У перших двох періодах циркуляції траєкторія центру ваги судна є лінією змінної кривини, в усталеному періоді — коло.

## Характеристики циркуляції
Для характеристики циркуляції використовуються такі величини:
- діаметр усталеної циркуляції Dц. Ця величина, як правило, виражається через довжину L судна і зазвичай становить (3…5)L. Відношення Dц/L за своєю суттю є мірою поворотності судна;
- тактичний діаметр циркуляції Dт, що дорівнює відстані між діаметральною площиною (ДП) судна на початку повороту та її положенням після зміни початкового курсу на 180°. Для різних суден Dт=(0,9…1,2) Dц;
- висув l1 — зміщення центра ваги (ЦВ) судна у напрямку початкового курсу від точки початку циркуляції до точки відповідної зміни курсу на 90°. В середньому становить l1=(0,6…1,2)Dц;
- пряме зміщення l2 — відстань від лінії початкового курсу судна до точки, з якої збігається ЦВ судна в момент зміни курсу на 90°. Середні значення лежать в межах l2=(0,5…0,6)Dц;
- зворотне зміщення l3 — відстань від лінії початкового курсу судна до паралельної до неї дотичної до траєкторії судна в початкові періоди циркуляції, тобто зміщення ЦВ судна у бік, протилежний до напрямку повороту. Середні значення невеликі й лежать в межах l3=(0…0,1)Dц;
- кут дрейфу β — кут між ДП судна і дотичною до циркуляції, що проходить через ЦВ судна. Зазвичай лежить в межах 10…15°. Внаслідок зміни кута дрейфу опір води рухові судна зростає настільки, що може призвести до помітного зменшення (у середньому на 25 %) швидкості на циркуляції та перевантаження рушіїв;
- період циркуляції Тц — час, що необхідний для здійснення повороту на 360° (Тц=π Dц/v). Він залежить від швидкості та кута перекладки стерна. Із їх збільшенням період циркуляції зменшується; при стерні, покладеному на борт, період зазвичай становить 3…5 хв або більше.

Велику роль з точки зору безпеки відіграє крен судна, що виникає в процесі циркуляції. Найнебезпечнішою є циркуляція, що здійснюється максимальним ходом при перекладеному стерні. Особливо небезпечним великий кут крену є на суднах з малою остійністю. Зазвичай встановлюють обмежувачі повороту стерна, що не допускають його перекладку більше ніж на 35°.
Визначення елементів циркуляції судна є важливим етапом оцінювання керованості судна. Без знання цих елементів неможливо ведення прокладань курсу судна, особливо при маневруванні. Параметри циркуляції судна визначаються розрахунковим шляхом і перевіряються при ходових випробуваннях.